# Sumu-Epuh
Sumu-Epuh je bil prvi dokazani kralj Jamhada/Halaba. Vladal je okoli  1810–1780 pr. n. št. (srednja kronologija). Bil je ustanovitelj Jamhadske dinastije, ki je v 18. in 17. stoletju pr. n. št. vladala v severni Siriji.

## Vladanje
Življenje do prihoda na prestol in način, kako je prišel na prestol, nista znana. Šteje se za prvega vladarja Jamhada, v katerega sta spadala tudi Alalah in Tuba (Umm el-Marra). V zgodovinske zapise je prišel z omembo marijskega kralja Jahdun-Lima, da je eden od vodilteljev, s katerimi se je vojskoval. Jahdun-Lim je bil abiciozen vladar, ki je, po njegovih izjavah, prodrl vse do Sredozemskega morja, čeprav je bil Jamhadov zaveznik proti Asriji. Posledica njegovih pohodov je bila Sumu-Epuhova podpora jaminitskim plemenom s središčem v Tutulu proti marijskemu kralju. Jahdun-Lim je v vojni zmagal, a ga je kmalu zatem ubil lastni sin. Jahdun-Limovi smrti je sledil napad Šamši-Adada I. Asirskega in osvojitev Marija. 

### Vojna z Asirijo
Sumu-Epuh je s pomočjo huritske mestne države Hašum  napadel kraljestvo Zalmakum v močvirnem območju med Evfratom in spodnjim Belihom.  Kasneje je Hašum prestopil na stran Šamši-Adada, ki je s sklepanjem zavezništev  z Uršujem in kraljem Aplahando Karkemiškim na severu in osvojitvijo Marija okoli leta 1796 pr. n. št. z dveh strani obkolil Jamhad. Na marijski prestol je posadil svojega sina Jasmah-Adada in nato sklenil zavezništvo še s Katno, Jamhadovim tekmecem na jugu. Zavezništvo je utrdil s poroko sina Jasmah-Adada s princeso Beltum, hčerko kralja Katne Iši-Aduja.
Sumu-Epuh je dal zavetje pobeglemu dediču marijskega kraljestva  Zimri-Limu in pri tem računal, da bo od tega imel koristi, saj je bil Zimri-Lim v očeh prebivalcev Marija zakonit kralj. Šamši-Adadova koalicija je napadla Alep, vendar mesta ni zavzela. Sumu-Epuh se je povezal s plemeni Sutejcev in Turukejcev, ki so napadli asirskega kralja z vzhoda in juga. Sumu-Epuh je osvojil tudi asirsko trdnjavo Dur-Šamši-Adad in jo preimenoval v Dur-Sumu-Epuh.

### Smrt in zapuščina
Sumu-Epuh je bil v vojni s Šamši-Asadom okoli leta 1780 pr. n. št. očitno ubit. Nasledil ga je Jarim Lim I., njegov sin s kraljico Sumuna-Abi. Sumu-Epuhova dinastija je ostala na oblasti v Levantu do okoli 1344 pr. n. št.